# Neva Patterson
Pour les articles homonymes, voir Patterson.
Neva Patterson est une actrice américaine née le 10 février 1920 à Nevada (Iowa); morte à Brentwood (Los Angeles) le 14 décembre 2010.

## Filmographie partielle

### Au cinéma
- 1953 : Taxi, de Gregory Ratoff
- 1956 : Une Cadillac en or massif (The Solid Gold Cadillac), de Richard Quine
- 1957 : Une femme de tête (Desk Set), de Walter Lang
- 1957 : Elle et lui (An affair to remember), de Leo McCarey
- 1958 : Une femme marquée (Too Much, Too Soon), d'Art Napoleon
- 1962 : David et Lisa (David and Lisa), de Frank Perry
- 1962 : L'Homme de Bornéo (The Spiral Road), de Robert Mulligan
- 1967 : La Symphonie des héros (Counterpoint), de Ralph Nelson
- 1977 : La Théorie des dominos (The Domino Principle), de Stanley Kramer
- 1984 : Solo pour deux (All of Me), de Carl Reiner

### À la télévision
- 1977 : L'Âge de cristal (Logan's Run)  (série) Épisode 7 : La Crypte (Crypt)
- 1977 : Voyage dans l'inconnu (Tales of the Unexpected) (série)
- 1979 : Shérif, fais-moi peur (série TV) : "Les Cousines" (Saison 1 - Episode 6) : Swamp Molly
- 1983 : V (série)
- 1983 : Dynastie (Dynasty) (série) : saison 4, Épisode 4 : L'Audience (The Hearing , 1re partie), de Robert Scheerer
- 1986 : Prisonnières des Japonais (Women of Valor), de Buzz Kulik